# Guillaume Briquet
Pour les articles homonymes, voir Briquet.
Guillaume Briquet, né le 8 janvier 1964 à Genève, est un photojournaliste suisse spécialisé dans les zones d’exclusion et de guerre,.

## Biographie
Guillaume Briquet naît le 8 janvier 1964 à Genève[réf. nécessaire]. Son père est libraire, sa mère photographe.
Il est le fondateur d'une école d'art martiaux à Genève dans les années 80, l'école de Kung-fu Genève. En 2013, outre les adultes, environ 200 enfants fréquentent son école pour pratiquer le Kung-fu. 
Il est le propriétaire des Éditions Nagel au début des années 2000 qui a publié, entre autres, "Pour l'Europe" de Robert Schuman, préfacée pour sa troisième édition par Jacques Delors.
Depuis le milieu des années 80 Guillaume Briquet est photographe de guerre. Il est initié par Max Edwin Vaterlaus de l’agence Keystone et la reporter indépendante Dany Gignoux. Il s’est ainsi notamment rendu en Syrie en 2013 à Alep avec les djihadistes de Jabhat al-Nosraet, et en 2017 à Raqqa, avec les membres des Unités de protection du peuple (YPG). Par le passé, il a couvert le Zimbabwe, la Corée du Nord Haïti, mais aussi Tchernobyl ou Fukushima. En 2016 quand on lui demande sa définition d'une bonne photo et si une photo de guerre peut être esthétique, il répond : « Il faut qu’elle raconte une histoire, qu’elle parle d’elle-même » et « C’est un problème ! Je vous citerais le vers le plus célèbre de Guillaume Apollinaire : Ah Dieu ! que la guerre est jolie. C’est dangereux, les photos peuvent être détournées de leur contexte ? ». De son travail au quotidien en zone de conflit : « La guerre est localisée. A 20 kilomètres de la ligne de front, les gens continuent à vivre. Quand je suis en zone de conflit, j’utilise tout mon temps. Pour montrer des civils dans des scènes quotidiennes ou des militaires à l’œuvre »,.  
En mars 2022, il est blessé dans les premiers jours de l'invasion russe en Ukraine par des commandos russes,,,,,,,, opérant à l'intérieur des lignes ukrainiennes près de la ville de Mykolaïv. Après cette embuscade sur un journaliste identifié comme tel, l'organisation Reporters sans frontières dépose plainte, avec son témoignage, pour crime de guerre auprès de la Cour pénale internationale,.
Le 12 mars 2025, il est arrêté par la police genevoise dans une affaire des colis piégés et passe aux aveux le 27 mars.

## Expositions
- 2021 : "RED LIGNES". Galerie Humanit'Art. Genève[22],[3].
- 2021 : Librairie le Rameau d'Or. Genève[23].
- 2020 : Nuit de la Photo. La Chaux-de-Fonds[24],[25],[26].
- 2012 : Fukushima "Zone interdite". Greenpeace. Berne[27].
- 2010 : "Tchernobyl, 25 ans plus tard". Exposition itinérante. Genève[28],[29],[30],[31] et Lausanne[32].

## Reportages photo

### En zones de guerre
- 2022 : Ukraine[33],[34]
- 2020 : Haut-Karabagh (Artsakh)[35]
- 2019 : Syrie[36]
- 2017 : Syrie[37],[38]
- 2016 : Irak[39]
- 2014 : Ukraine, Donbass[40],[41],[42]
- 2013 : Syrie[43],[44],[45],[46],[47],[48],[49],[50]

### En zones d'exclusion
- 2011 : Fukushima
- 2010 : Tchernobyl
- 2009 : Corée du Nord[51]
- 2008 : Tchernobyl

### Autres reportages photo
- 2010 : Haïti
- 2009 : Zimbabwe